# Автоматическая линия
Автоматическая линия - группа  машин, которые, имея общие механизмы управления, автоматически выполняют в технологической последовательности цикл операций по обработке изделий. Автоматическая линия оборудована автоматическими транспортными средствами для перемещения изделий от одной машины к другой.
Автоматизация производства, с помощью автоматических линий является одним из самых простых, надежных и важных направлений технического прогресса. Среди других направлений развития автоматизации надо назвать системы программного управления и  кибернетические системы с логическим управлением. При обработке на автоматической линии изделие последовательно перемещается от одной машины к другой. Оно устанавливается и закрепляется в определённом положении для обработки само или вместе с устройством, перемещая его.
Используются почти во всех отраслях промышленности, наиболее:  металлургической,  машиностроительной,  электротехнической, легкой,  пищевой и тому подобное. Давно уже работают автоматические линии на  автомобильных, тракторных и металлургических заводах, на кондитерских и текстильных фабриках.

## История
Первую автоматическую линию в СССР построили в 1939 году по проекту стахановца-рационализатора  Сталинградского тракторного завода  И. П. Иночкина . На этой линии автоматически обрабатывались роликовые втулки для  гусеничных тракторов. На Московском автозаводе им. Лихачева работает 32-позиционная автоматическая линия, на которой обрабатывают головки блоков цилиндров для автомобильных двигателей, как и на  Минском автозаводе.

## Разработка и конструирование
Разработка и конструирование автоматических линий требует прежде всего глубокого знания  технологического процесса. Опыт показывает, что часто совсем небольшие изменения технологического процесса позволяют значительно упростить устройство автоматических линий. Однако эффективно автоматизировать можно не всякий, а только рационально построен технологический процесс изготовления деталей. Большие допуски на механическую обработку деталей часто приводят к удвоению числа агрегатов автоматической линии. Как правило, с помощью автоматических линий легче автоматизировать непрерывные процессы. Поэтому большое значение для автоматизации производственных процессов имеют научно-исследовательские работы по разработке вопросов непрерывной бездоменной плавки чугуна,  создание диффузоров непрерывного действия для сахарных заводов и т.п.. Разработка автоматических линий требует совместной творческой работы технологов и конструкторов. Сложность работы конструкторов объясняется тем, что автоматическая линия перемещает изделие в пространстве из одной зоны обработки к другой и его необходимо устанавливать и закреплять в каждой зоне. Не все процессы производства поддаются автоматизации с помощью таких линий. Иногда технологический процесс требует столь сложной конструкции автоматических линий, строительство ее становится  нерациональным. В ряде случаев эффективным по сравнению с автоматическими линиями применение систем программного управления, при котором изделие остается на одном месте, а обрабатывающие инструмент приближается и удаляется от него по определённой программе. При этом достигается экономия производственной площади, потому что такая автоматическая установка занимает меньше места. В системах программного управления программа записывается на  жестких дисках или  магнитной ленте (когда  перфорированной ленте), с которой считывается и преобразуется в сигналы управления с помощью средств  вычислительной техники. Наряду с обеспечением высокой точности системы программного управления осуществляют быструю переналадку на изготовление других изделий, а при обработке сложных деталей значительно ускоряют их изготовления. Поэтому системы программного управления рационально применять при мелкосерийном производстве, а автоматические линии - при крупносерийном.